# Adil Bergström
Paulus Valdor Adil Bergström, född den 5 januari 1865 i Stockholm, död där den 27 februari 1959, var en svensk författare, översättare och hovrättsnotarie. 
Föräldrar var bibliotekarien och folkloristen Richard Bergström i dennes första hustru Beate Nylund. Bergström var jurist och avlade juridisk preliminärexamen 1886 och hovrättsexamen 1890. Han skrev och översatte på fritiden, samtidigt som han tjänstgjorde som hovrättsnotarie. Bergström förblev ogift.
Utöver under sitt riktiga namn publicerade sig Bergström som A. Berg, A. L. Bergström, Adie E. Bergström, Karin Bergström, Mathilda Bergström, P. L. Bergström, P. W. A. Bergström, A. Carlström, E. N. L. Ekman, A. Holmqvist, Johanna Holmqvist, Mathilda Rönnblom och Paul Waldmann.
Pseudonymen A. Berg använde han för sina översättningar från engelska, tyska och danska.

### Översättningar (urval)
- Jack London: Hans fäders Gud och andra berättelser (Holmquist, 1911)
- H. Rider Haggard: Maiwas hämnd (Holmquist, 1913)
- Mayne Reid: Svarta Björnen: indianberättelse för ungdom (Holmqvist, 1918)
- Richard Roth: Örnhuvud: äventyrsberättelse för ungdom (Holmquist, 1919)
- Alexander Ortleb: Siouxhövdingen Vargtand: indianberättelse för ungdom (Wolfszahn, der Siouxhäuptling) (bearb. från tyskan av A. Berg) (Holmquist, 1921)
- Helene Hörlyck: Frida i Japan (Holmquist, 1921)
- James Fenimore Cooper: Woolstons äventyr i Söderhavet (bearb. från engelskan av A. Berg) (Holmquist, 1921)
- Anatole France: Sylvestre Bonnards förbrytelse (Holmquist, 1922)
- Oscar Wilde: Dorian Grays porträtt (Holmquist, 1925)
- Karl May: Old Shatterhand och de tyska utvandrarna (Holmquist, 1931)
- Alexander Dumas den yngre: Kameliadamen (Svenska förlags-a.b., 1943)